# Gregorio Pereyra
Gregorio Pereyra – argentyński strzelec. Mistrz świata z 1913 roku w konkurencji karabinu wojskowego leżąc z 300 m (zdobył 186 punktów).